# Lunov Magnus Strip
Lunov Magnus Strip (često označavan samo LMS) je bila strip edicija koja je izlazila na području bivše Jugoslavije. Prvi broj stripa izašao je u svibnju 1968. godine. Izdavač je bila izdavačka kuća Dnevnik iz Novog Sada. Strip je izlazio do 1993. godine, zaključno s 997. brojem.

## Povijest
Prvi broj Lunovog Magnus Stripa izašao je u svibnju 1968., dva mjeseca nakon prvog broja Zlatne Serije (siječanj 1968). U početku je izgledao kao specijalno izdanje svog prethodnika jer su u njemu izlazili isti junaci, samo u većem formatu. Prvi broj je sadržavao i tekstualne priloge, uključujući i kompletan roman o Lunu kralju ponoći, u to vrijeme veoma popularnom junaku, koji je pod pseudonimom Frederik Ešton, pisao Mitar Milošević, jedan od urednika stripa. Pretpostavlja se da je tada bilo u planu da se u LMS redovno izdaju epizode ovog junaka i da je jednim dijelom edicija po njemu dobila ime (Lunov), a da riječ magnus (lat. veliki) označava veliki format stripa. Ipak, samo prva četiri broja izašla su u velikom formatu, da bi format nakon toga bio promijenjen u format Zlatne Serije. LMS je prve dvije godine izlazio rjeđe, otprilike jedan broj na šest brojeva Zlatne Serije. Kako su obje edicije počele izlaziti na istom formatu i objavljivati iste junake, čitatelji su ih često poistovjećivali.

### Način izdavanja stripova
Dnevnik kao da nije nije imao definiranu strategiju izdavanja različitih junaka, prvih nekoliko godina izlaženja stripa. Stripovi nisu imali određeni redoslijed izlaženja, a pojedine epizode često nisu bile cjelovite (iz stripova su se izbacivale pojedine originalne stranice).
Današnji strip kolekcionari zamjeraju ovim izdanjima, kao npr. kvalitetu papira i uveza, dijeljenje priča na više svezaka i nepridržavanje kronologije u odnosu na originalne stripove. Najveća zamjerka uglavnom je izbacivanje originalnih stranica.
Stripovi su često bili cenzurirani. Sličice s ideološkim i vjerskim obilježjima bile su retuširane. Ponekad su se izbacivali i noževi, pa čak i vampiri. Vremenom, redoslijed i ritam izlaženja se stabilizirao a broj grešaka smanjivao.

#### Naslovne strane
Osim retuširanja i docrtavanja originalnih naslovnih strana, urednici su u početku pravili kolaže od više originalnih naslovnica. Dešavalo se i da uz neku epizodu izađe naslovnica neke druge epizode. Drastičniji primjeri su bili da čak izađe naslovnica nekog drugog junaka, a nekada bi se ista naslovna strana koristila za dvije različite epizode (npr. LMS 78 — Okrutni Runok i LMS 94 — Ranjeni jelen). Kako su originalne epizode često smanjivane u odnosu na izvornik, pojavljivao se manjak originalnih naslovnih strana. U tom slučaju se izrada naslovnih strana prepuštala lokalnim novosadskim autorima.

## Posljednje godine
U vrijeme raspada SFRJ, Dnevnikovi stripovi, kao i ostala srpska izdanja, su se prestali pojavljivati u zapadnim dijelovima bivše države. Zbog drastično smanjenog tržišta, međunarodnih sankcija i hiperinflacije došlo je i do drastičnog opadanja naklade, čemu je doprinijela i nestašica papira. Svi ti stripovi koji nisu izašli u bivšim jugoslavenskim republikama (u Hrvatskoj poznati kao neobjavljeni) danas se teško nabavljaju i među kolekcionarima dostižu veoma visoku cijenu.

## Strip junaci
U LMS su se u početku, između ostalih, pojavljivali Zagor i Tex Willer — junaci koji se danas vežu za Zlatnu Seriju, da bi se nakon 124. broja prestali pojavljivati u ovom izdanju. Nakon ovog broja najčešće objavljivani junaci bili su Veliki Blek, Kit Teller, Mister No i Ken Parker. Od ostalih junaka objavljivani su Cochise, Bill Adams, Tim i Dusty, Zoro i Judas.

## Popis epizoda
Za kompletan popis vidjeti Lunov Magnus Strip: Popis epizoda

## Vanjske poveznice
- Naslovne strane LMS — brojevi od 1-500  Arhivirana inačica izvorne stranice od 5. ožujka 2016. (Wayback Machine) i brojevi od 501-997  Arhivirana inačica izvorne stranice od 5. ožujka 2016. (Wayback Machine)